# Banheiro seco

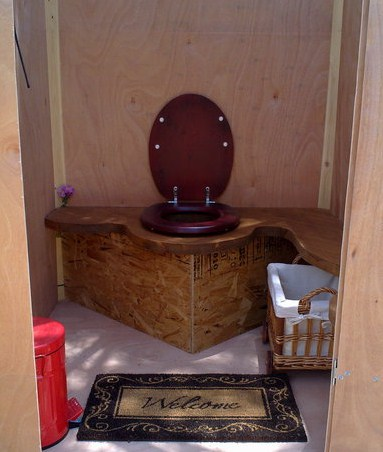
Banheiro seco localizado nas montanhas ao redor de Jerusalém.

Banheiro seco é uma alternativa ecológica no tratamento de fezes humanas. Apesar da semelhança estética com o banheiro comum, as fezes são separadas da urina. As fezes são armazenadas em um local sem contato com o ambiente externo, onde a cada defecação a pessoa joga um punhado de serragem sobre as fezes para facilitar a compostagem e combater o mau cheiro. A urina é encaminhada a um sistema fechado de tratamento de águas cinzas (bacia de evapotranspiração), onde através de plantas semi-aquáticas, a água da urina é evaporada pelas folhas e seus nutrientes também utilizados pelas plantas.

## Benefícios

### Ambientais
Sem água, o banheiro seco evita o lançamento de dejetos em tubulações ligadas à centros de tratamento ou diretamente em arroios e rios, para não os poluírem, e também produz composto orgânico no final de seu processo.

### Educacionais
Através do banheiro seco, é possível ensinar o método cíclico da natureza, onde nenhum recurso é desperdiçado.

### Econômicos
O banheiro seco gera economias para quem o possuí, como:
- cessar o uso de água na instalação sanitária
- evitar uso de tubulações ligadas a rede coletora de esgoto
- evitar o gasto com adubo para árvores frutíferas

## Modelos de banheiro seco
Existem vários modelos de banheiro seco e todos eles são completamente inodoros. As fezes podem ser coletadas num grande tonel abaixo da patente (bem vedado) e ao estar cheio, é trocado e o tonel passa aproximadamente 6 meses fechado e após isso, mais 6 meses em uma composteira, de onde sai um adubo excelente para árvores frutíferas. Outro modelo é o da rampa, onde as fezes vão rolando e se acumulam numa caixa inclinada, com orientação solar norte, e com uma chaminé por onde saem os gases produzidos na decomposição.

## Banheiro seco como alternativa no saneamento
Nas atividades humanas cotidianas produzimos uma série de efluentes tais como as águas cinzas, aquelas provenientes do banho, lavagem de louças e roupas, bem como a produção das chamadas águas negras, oriundas do processo de excreção humana. Tanto nas águas cinzas quanto nas águas negras, em geral o agente utilizado para dispersar essas excretas da atividade humana é a água, daí se origina os nomes desses dois efluentes. Do ponto de vista do cuidado e racionalização dos recursos naturais é fundamental um tratamento adequado desses efluentes, para as águas negras o banheiro seco é uma alternativa sanitária adequada para realizar esse tratamento.
Banheiros secos não utilizam água como método de transporte e descarte das excretas. Em geral, para cobrir as fezes, algum material é utilizado após cada defecação, sendo que este marial pode ter variadas funções no tratamento a ser aplicado posteriormente nas excretas. Algumas variações dos tipos de banheiros secos existem, eles podem ser construídos com vasos sanitários chamados segregadores, que tem a função de separar as fezes da urina humana. Essa separação facilita o tratamento e a manipulação das fezes pois ficam menos úmidas, e também potencializam a concentração de nutrientes na urina.
O banheiro seco é um tipo de tecnologia social que trabalha na perspectiva do saneamento ecológico e tem o potencial para recuperar nutrientes das fezes e urina provenientes da excreção humana. Tanto na urina como nas fezes humanas há uma série de componentes químicos e biológicos constituintes elementares na cadeia alimentar que podem ser reaproveitados em atividades agrícolas diversas, assim como as excretas de diversos outros animais contribuem, isto é, realizando um fechamento do ciclo tanto da água como dos nutrientes.
O quadro a seguir apresenta uma sistematização dos nutrientes encontrados nas fezes in natura:
| Parâmetros                      | Fezes in natura(média {\displaystyle \pm }DP ou %) |
| ------------------------------- | -------------------------------------------------- |
| pH                              | 6,3 {\displaystyle \pm } 0,4                       |
| C orgânico total(%)             | 44,8                                               |
| Ca total(%)                     | 1,9                                                |
| K (K2O)(%)                      | 1,7                                                |
| N-NH4+ (mg.kg-1 base úmida)     | 215,9 ±142,9                                       |
| N-NH4+ (%)                      | 0,8                                                |
| N-NO2- /N-NO3- (%)              | 0,9                                                |
| NT (%)                          | 4,9                                                |
| P (P2O5) (%)                    | 3,9                                                |
| S total (%)                     | 0,3                                                |
| Umidade (%)                     | 77 ±2                                              |
| ST (%)                          | 23 ±2                                              |
| SF (%)                          | 23 ±6                                              |
| SV (%)                          | 78 ±6                                              |
| Coliformes totais (NMP.g-1)     | 1,2E+15                                            |
| Escherichia coli (NMP.g-1)      | 9,1E+10                                            |
| Enterococcus faecalis (NMP.g-1) | 5,0E+19                                            |

Para a estabilização das fezes oriundas de banheiro seco, um estudo de 2013 e com variadas configurações de tratamentos mostrou que uma mistura  alcalina com cinzas,  material rico em carbonato de calcário tal como conchas de ostras ou casca de ovos, ricos em carbonato de cálcio e utilizadas na proporção 1:1 em relação ao peso úmido das fezes  e adição de ureia, em uma proporção de 2%, é possível sanitizar as fezes do banheiro seco.